# Capitanes de Arecibo 2015 (pallavolo)
Questa voce raccoglie le informazioni riguardanti i Capitanes de Arecibo nella stagione 2015.

## Organigramma societario
Area direttiva
- Presidente: Luis Monrouzeau
- Co-presidente: José M. Couto
- Direttore generale: Ángel Edgardo García

Area tecnica
- Primo allenatore: David Alemán
- Assistente allenatore: Dariel Rolón, Noel Marti

Area sanitaria
- Fisioterapista: Wilbert Galva, Alejandro Alayón

## Rosa
| N° | Nome            | Ruolo | Data di nascita  | Nazionalità sportiva |
| -- | --------------- | ----- | ---------------- | -------------------- |
| 1  | Adrían González | S/L   | -                | Porto Rico           |
| 2  | Edgardo Goás    | P     | 27 gennaio 1989  | Porto Rico           |
| 3  | Néstor Bracero  | S/O   | 1º gennaio 1991  | Porto Rico           |
| 4  | Pedro Cabrera   | L     | 15 gennaio 1990  | Porto Rico           |
| 5  | Josué Suárez    | P     | 5 giugno 1992    | Porto Rico           |
| 6  | Juan Figueroa   | S     | 6 marzo 1986     | Porto Rico           |
| 7  | Kevin Owens     | C     | 24 novembre 1991 | Stati Uniti          |
| 7  | José Cáceres    | C/O   | 24 dicembre 1981 | Rep. Dominicana      |
| 8  | Alexis Colón    | C     | 30 maggio 1990   | Porto Rico           |
| 9  | Yuan Cortés     | S     | -                | Porto Rico           |
| 10 | Ezequiel Cruz   | S     | 15 luglio 1986   | Porto Rico           |
| 11 | Iván Matos      | S/O   | 15 luglio 1990   | Porto Rico           |
| 12 | Roberto Muñiz   | C     | 11 giugno 1980   | Porto Rico           |
| 13 | Héctor Soto     | S/O   | 28 giugno 1978   | Porto Rico           |

## Mercato
| Acquisti | Acquisti        | Acquisti              | Acquisti   |
| R.       | Nome            | da                    | Modalità   |
| -------- | --------------- | --------------------- | ---------- |
| S/L      | Adrían González | ?                     | definitivo |
| P        | Josué Suárez    | Cariduros de Fajardo  | prestito   |
| C        | Kevin Owens     | Příbram               | definitivo |
| C        | Alexis Colón    | Gigantes de Carolina  | definitivo |
| S        | Yuan Cortés     | ?                     | definitivo |
| S        | Ezequiel Cruz   | Plataneros de Corozal | definitivo |
| S/O      | Iván Matos      | Inattivo              | definitivo |
| C/O      | José Cáceres    | Police                | definitivo |

| Cessioni | Cessioni              | Cessioni              | Cessioni   |
| R.       | Nome                  | a                     | Modalità   |
| -------- | --------------------- | --------------------- | ---------- |
| C        | David Menéndez        | Plataneros de Corozal | definitivo |
| S        | Ramón López           | -                     | ritirato   |
| C        | Daniel Erazo          | -                     | ritirato   |
| S        | Rúben Martínez        | Indios de Mayagüez    | definitivo |
| S/O      | Maurice Torres        | Molfetta              | prestito   |
| P        | Juan Carlos Rodríguez | Patriotas de Lares    | definitivo |
| C        | Kevin Owens           | -                     | svincolato |

## Risultati

### LVSM

#### Regular season
| 1ª giornata - 20 agosto 2015 Coliseo Manuel Iguina, Arecibo                | Capitanes de Arecibo     | 3 - 0 | Patriotas de Lares       | 25-19, 25-16, 25-20               |
| 2ª giornata - 22 agosto 2015 Coliseo Guillermo Angulo, Carolina            | Gigantes de Carolina     | 3 - 2 | Capitanes de Arecibo     | 25-22, 19-25, 23-25, 25-17, 15-12 |
| 3ª giornata - 25 agosto 2015 Coliseo Gelito Ortega, Naranjito              | Changos de Naranjito     | 0 - 3 | Capitanes de Arecibo     | 23-25, 21-25, 24-26               |
| 4ª giornata - 29 agosto 2015 Coliseo Luis Aymat Cardona, San Sebastián     | Caribes de San Sebastián | 3 - 1 | Capitanes de Arecibo     | 23-25, 25-23, 26-24, 25-22        |
| 5ª giornata - 3 settembre 2015 Coliseo Mario Morales, Guaynabo             | Mets de Guaynabo         | 3 - 2 | Capitanes de Arecibo     | 25-21, 23-25, 18-25, 25-19, 15-8  |
| 6ª giornata - 5 settembre 2015 Coliseo Manuel Iguina, Arecibo              | Capitanes de Arecibo     | 3 - 0 | Plataneros de Corozal    | 25-18, 25-18, 25-21               |
| 7ª giornata - 11 settembre 2015 Palacio de Recreación y Deportes, Mayagüez | Indios de Mayagüez       | 2 - 3 | Capitanes de Arecibo     | 17-25, 25-21, 21-25, 25-23, 13-15 |
| 8ª giornata - 13 settembre 2015 Coliseo Manuel Iguina, Arecibo             | Capitanes de Arecibo     | 3 - 0 | Indios de Mayagüez       | 25-19, 25-22, 25-23               |
| 9ª giornata - 18 settembre 2015 Coliseo Carmen Zoraida Figueroa, Corozal   | Plataneros de Corozal    | 0 - 3 | Capitanes de Arecibo     | 18-25, 17-25, 23-25               |
| 10ª giornata - 20 settembre 2015 Coliseo Manuel Iguina, Arecibo            | Capitanes de Arecibo     | 1 - 3 | Mets de Guaynabo         | 25-22, 25-27, 17-25, 23-25        |
| 11ª giornata - 23 settembre 2015 Coliseo Manuel Iguina, Arecibo            | Capitanes de Arecibo     | 3 - 0 | Caribes de San Sebastián | 25-17, 25-21, 25-21               |
| 12ª giornata - 27 settembre 2015 Coliseo Manuel Iguina, Arecibo            | Capitanes de Arecibo     | 3 - 0 | Changos de Naranjito     | 27-25, 25-23, 25-18               |
| 13ª giornata - 29 settembre 2015 Coliseo Félix Méndez Acevedo, Lares       | Patriotas de Lares       | 0 - 3 | Capitanes de Arecibo     | 21-25, 15-25, 21-25               |
| 14ª giornata - 1 ottobre 2015 Coliseo Manuel Iguina, Arecibo               | Capitanes de Arecibo     | 3 - 0 | Gigantes de Carolina     | 25-18, 25-21, 25-19               |
| 15ª giornata - 15 ottobre 2015 Coliseo Manuel Iguina, Arecibo              | Capitanes de Arecibo     | 3 - 1 | Patriotas de Lares       | 25-27, 18-25, 25-17, 25-20        |
| 16ª giornata - 17 ottobre 2015 Coliseo Tomás Dones, Fajardo                | Gigantes de Carolina     | 0 - 3 | Capitanes de Arecibo     | 23-25, 20-25, 21-25               |
| 17ª giornata - 20 ottobre 2015 Coliseo Manuel Iguina, Arecibo              | Capitanes de Arecibo     | 3 - 1 | Plataneros de Corozal    | 24-26, 25-21, 25-21, 25-23        |
| 18ª giornata - 22 ottobre 2015 Coliseo Gelito Ortega, Naranjito            | Changos de Naranjito     | 0 - 3 | Capitanes de Arecibo     | 19-25, 19-25, 18-25               |
| 19ª giornata - 3 novembre 2015 Coliseo Mario Morales, Guaynabo             | Mets de Guaynabo         | 2 - 3 | Capitanes de Arecibo     | 20-25, 25-19, 25-17, 23-25, 12-15 |
| 20ª giornata - 5 novembre 2015 Coliseo Félix Méndez Acevedo, Lares         | Capitanes de Arecibo     | 1 - 3 | Indios de Mayagüez       | 22-25, 25-14, 19-25, 23-25        |
| 21ª giornata - 7 novembre 2015 Palacio de Recreación y Deportes, Mayagüez  | Indios de Mayagüez       | 1 - 3 | Capitanes de Arecibo     | 13-25, 26-24, 18-25, 21-25        |
| 22ª giornata - 9 novembre 2015 Coliseo Félix Méndez Acevedo, Lares         | Patriotas de Lares       | 0 - 3 | Capitanes de Arecibo     | 23-25, 18-25, 25-27               |
| 23ª giornata - 11 novembre 2015 Coliseo Max Sánchez, Arroyo                | Capitanes de Arecibo     | 0 - 3 | Caribes de San Sebastián | 22-25, 21-25, 23-25               |
| 24ª giornata - 13 novembre 2015 Coliseo Luis Aymat Cardona, San Sebastián  | Caribes de San Sebastián | 3 - 1 | Capitanes de Arecibo     | 24-26, 25-21, 25-21, 25-23        |

#### Play-off
| Quarti di finale (gara 2) - 18 novembre 2015 Coliseo Manuel Iguina, Arecibo            | Capitanes de Arecibo     | 2 - 3 | Plataneros de Corozal    | 25-10, 18-25, 25-19, 26-28, 12-15 |
| Quarti di finale (gara 3) - 20 novembre 2015 Coliseo Luis Aymat Cardona, San Sebastián | Caribes de San Sebastián | 0 - 3 | Capitanes de Arecibo     | 20-25, 24-26, 25-27               |
| Quarti di finale (gara 4) - 22 novembre 2015 Coliseo Carmen Zoraida Figueroa, Corozal  | Plataneros de Corozal    | 3 - 2 | Capitanes de Arecibo     | 15-25, 25-22, 25-19, 17-25, 15-13 |
| Quarti di finale (gara 6) - 24 novembre 2015 Coliseo Manuel Iguina, Arecibo            | Capitanes de Arecibo     | 3 - 1 | Caribes de San Sebastián | 21-25, 27-25, 25-20, 25-18        |
| Semifinali (gara 1) - 28 novembre 2015 Coliseo Manuel Iguina, Arecibo                  | Capitanes de Arecibo     | 1 - 3 | Mets de Guaynabo         | 25-17, 21-25, 23-25, 15-25        |
| Semifinali (gara 2) - 30 novembre 2015 Coliseo Mario Morales, Guaynabo                 | Mets de Guaynabo         | 2 - 3 | Capitanes de Arecibo     | 25-21, 25-22, 17-25, 22-25, 12-15 |
| Semifinali (gara 3) - 2 dicembre 2015 Coliseo Mario Morales, Guaynabo                  | Mets de Guaynabo         | 0 - 3 | Capitanes de Arecibo     | 21-25, 15-25, 17-25               |
| Semifinali (gara 4) - 4 dicembre 2015 Coliseo Manuel Iguina, Arecibo                   | Capitanes de Arecibo     | 2 - 3 | Mets de Guaynabo         | 17-25, 22-25, 25-23, 25-15, 10-15 |
| Semifinali (gara 5) - 6 dicembre 2015 Coliseo Mario Morales, Guaynabo                  | Mets de Guaynabo         | 3 - 1 | Capitanes de Arecibo     | 25-16, 18-25, 25-23, 25-20        |
| Semifinali (gara 6) - 7 dicembre 2015 Coliseo Manuel Iguina, Arecibo                   | Capitanes de Arecibo     | 1 - 3 | Mets de Guaynabo         | 27-25, 17-25, 16-25, 19-25        |

## Statistiche

### Statistiche di squadra
| Competizione | Punti | In casa | In casa | In casa | In trasferta | In trasferta | In trasferta | Totale | Totale | Totale |
| Competizione | Punti | G       | V       | P       | G            | V            | P            | G      | V      | P      |
| ------------ | ----- | ------- | ------- | ------- | ------------ | ------------ | ------------ | ------ | ------ | ------ |
| LVSM         | 48    | 16      | 9       | 7       | 18           | 12           | 6            | 34     | 21     | 13     |
| Totale       | -     | 16      | 9       | 7       | 18           | 12           | 6            | 34     | 21     | 13     |

G = partite giocate; V = partite vinte; P = partite perse